# Fàbrica Tarrida
La fàbrica de calçats Tarrida (1874-1908) fou un negoci fundat per Joan Tarrida Ferratges  al carrer Major, 30 de Sitges.

## Història
Joan Tarrida Ferratges va néíxer a Sitges el 20 d'agost del 1827, i amb 10 anys fou enviat a Cuba, per a traballar al nehoci del seu oncle Ferran Ferratges. Es casà amb Margarida del Màrmol Mayagüey (germana del líder insurrecte Donato Mármol) i van tenir quatre fills: Margarida, Joan, Anna i Fernando Tarrida del Mármol. Home d'èxit en els negocis, el 10 de gener creà el Cercle Espanyol de Santiago de Cuba, el primer d'aquest tipus d'associació que s'estendria arreu de l'illa durant la Guerra dels Deu Anys. El 1873, va enviduar i va tornar a Sitges, emportant-se màquines de cosir des dels Estats Units. El 1874 va muntar una fàbrica de calçat a la casa que ja tenien els Tarrida al carrer Major. 30. Durant 10 anys, va aconseguir patentar el seu mètode que usava per cosir les sabates, i això va fer que la fàbrica cresqués fins a un màxim de 50 treballadors. El fet de ser la primera fàbrica d'Espanya en tenir màquines de cosir va suposar un gran avantatge envers els altres sabaters que cosien a mà totes les peces, ja que el cost de producció, temps i esforç en produir una sabata era molt menor. El 1878, va comprar l'edifici Batlló per a expandir la seva fàbrica, però no va ser fins al 1879 que es va fer l'escriptura pública, que es va signar el 9 d'agost.
A la 1 de la matinada del  6 de maig de 1886, hi va començar un incendi a la planta més elevada. Els bombers, veïns i treballadors de la fàbrica, van procurar que la família Tarrida que en aquell moment dormien a la casa situada al voltant de la fàbrica, quedés fora de perill. Els bombers van instal·lar una bomba d'aigua als jardins de Salvador Vilanova i van decidir concentrar els esforços en erradicar el foc de la sala de la màquina de vapor, salvant també el gasòmetre de la fàbrica. Després, van desplaçar la bomba al pati interior de la fàbrica per a extingir-hi el foc. A les cinc de la matinada, les autoritats i veïns van aconseguir controlar el foc.
Quan la patent concedida pel Govern central va caducar, altres fabricants començaren a fer servir maquinària industrial, i per tant, la competència augmentaria. El 1894, la fàbrica no anava massa bé econòmicament i el fundador, que jatenia 67 anys, la traspassà al seu fill Joan Tarrida del Màrmol. El 1904 en començà per diversos motius: el primer és que hi havia molta mà d'obra; i el segon és que perderen el comerç amb Cuba, ja que els Estats Units oferien a l'illa menor distància, una maquinària generalment més avançada i avantatges aranzelaris. El dilluns 23 de març de 1908, la fàbrica va fer suspensió de pagaments. Joan Tarrida fill vengué tots els terrenys que té al seu nom i només es quedà amb la fàbrica i la casa del carrer Major. Pocs mesos després, la fàbrica tancà i l'edifici fou adquirit pel seu nebot Joan Ferratges Tarrida per 10.000 pessetes .

## Premis[6]
Els calçats del fabricant Joan Tarrida van rebre una sèrie de premis en diferents exposicions:
- Menció a l'Exposició Universal de París (1878).
- Menció a l'Exposició Regional de Vilanova i la Geltrú (1882).
- Medalla de bronze a l'Exposició Universal de Barcelona (1888).
- Menció a l'Exposició Universal de París (1889).